# Stenträsket (Burträsks socken, Västerbotten, 717664-168968)
Stenträsket är en sjö i Skellefteå kommun i Västerbotten och ingår i Rickleåns huvudavrinningsområde. Sjön har en area på 0,585 kvadratkilometer och ligger 264,1 meter över havet. Sjön avvattnas av vattendraget Svartån.

## Delavrinningsområde
Stenträsket ingår i det delavrinningsområde (717652-168851) som SMHI kallar för Utloppet av Stenträsket. Medelhöjden är 309 meter över havet och ytan är 4,18 kvadratkilometer. Räknas de 11 avrinningsområdena uppströms in blir den ackumulerade arean 71,97 kvadratkilometer. Svartån som avvattnar avrinningsområdet har biflödesordning 3, vilket innebär att vattnet flödar genom totalt 3 vattendrag innan det når havet efter 109 kilometer. Avrinningsområdet består mestadels av skog (74 procent) och sankmarker (12 procent). Avrinningsområdet har 0,58 kvadratkilometer vattenytor vilket ger det en sjöprocent på 13,9 procent.